# Panzerzug Admiral Koltschak
Der Panzerzug Admiral Koltschak (kyrillisch: бронепоезд Адмирал Колчак, bronepojesd Admiral Koltschak) war ein schwerer, improvisierter Panzerzug der Weißen Armee aus der Zeit des Russischen Bürgerkrieges.

## Geschichte
Zu Beginn des Jahres 1919 feierte die Weiße Armee im Norden von Russland viele Erfolge. Trotzdem die Truppenstärke deutlich erhöht wurde, sah man die Nutzung von Panzerzügen als wichtiges Mittel für den Kampf, da diese Offensiven aus der Nähe oder der Ferne effektiv und schnell unterstützen konnten. Im April 1919 wurde dann der Panzerzug Admiral Koltschak zusammengestellt und in Dienst genommen.

## Technische Daten

### Artilleriewagen
Der Panzerzug Admiral Koltschak verfügte über vier Artilleriewagen. Drei davon waren mit schweren Geschützen, unter anderem einer 15,2-cm-Kanone M1892, ausgerüstet. Diese sollten hauptsächlich für den Fernkampf genutzt werden. Der vierte Wagen verfügte über zwei leichtere Geschütze, welche für die kurze bis mittlere Distanz gedacht waren.

### Maschinengewehrwagen
Der Panzerzug Admiral Koltschak verfügte über mindestens zwei Maschinengewehrwagen. Dieser war ein ehemaliger gedeckter Güterwagen mit je acht Maschinengewehren, vier auf jeder Seite.

### Abstoßwagen
An beiden Enden des Zuges befanden sich zweiachsige Flachwagen, welche als Abstoßwagen dienten. Sie sollten den Panzerzug vor Minen oder Entgleisung schützen und Gefahren vor den wichtigen Wagen beseitigen. Zusätzlich dienten sie zum Transport von Material wie Schienen, Bahnschwellen, Fahrrädern oder sonstigem Material.

## Einsatz
Im April 1919, kurz nach der Indienststellung, wurde der Panzerzug Admiral Koltschak bei der Verteidigung des Bahnhofes von Oboserskaja eingesetzt. Ab Ende August 1919 unterstützte er weitere Angriffe und die Eroberung der Bahnhöfe Jemza und Szielieksa. Der Vormarsch der Weißen Armee wurde Anfang 1920 am Bahnhof von Pliesieckaja gestoppt.
Am 19. Februar 1920 wurde der Panzerzug Admiral Koltschak das letzte mal im Gefecht eingesetzt. Während der Schlacht und schweren Kämpfen in der Nähe des Bahnhofes von Cholmogorskaja wurde er von bolschewistischen Truppen erbeutet. Diese nutzten ihn nicht weiter und verschrotteten ihn.

## Zugpersonal
Die Besatzung des Panzerzug Admiral Koltschak bestand hauptsächlich aus Marineoffizieren.
- Zugkommandant Hauptmann N. N. Struisky (23. November 1919 – )
- Zugkommandant Oberleutnant Nikolai A. Oljunin
- stellvertretender Zugkommandant Leutnant Juri N. Witte